# Oregon (album)
Oregon är ett musikalbum av Oregon, utgivet 1983 av ECM.

## Låtlista
1. "The Rapids" (Ralph Towner) – 8:25
  - Ralph Towner — Prophet 5 synthesizer, piano
  - Collin Walcott — percussion
2. "Beacon" (Oregon) – 2:52
  - Glen Moore — viola
  - Collin Walcott — percussion
3. "Taos" (Oregon) – 6:11
  - Paul McCandless — flöjt
  - Glen Moore — bas
4. "Beside a Brook" (Paul McCandless) – 4:19
  - Paul McCandless — oboe, engelskt horn
  - Glen Moore — bas
5. "Arianna" (Glen Moore) – 6:25
  - Paul McCandless — oboe, engelskt horn
  - Glen Moore — bas
6. "There Was No Moon That Night" (Oregon) – 7:17
  - Paul McCandless — basklarinett
  - Ralph Towner — klassisk gitarr, Prophet 5 synthesizer
7. "Skyline" (Oregon) – 1:18
  - Ralph Towner — Prophet 5 synthesizer
  - Collin Walcott — percussion
8. "Impending Bloom" (Glen Moore) – 7:51
  - Paul McCandless — engelskt horn, musette
  - Glen Moore — piano, bas

## Medverkande
- Ralph Towner — Prophet 5 synthesizer, piano, klassisk gitarr
- Glen Moore — bas, viola, piano
- Paul McCandless — sopransaxofon, oboe, flöjt, engelskt horn, basklarinett, musette [förtydliga]
- Collin Walcott — percussion, sitar, bastrumma, sång